# Cladiella germaini
Cladiella germaini är en korallart som först beskrevs av Tixier-Durivault 1942.  Cladiella germaini ingår i släktet Cladiella och familjen läderkoraller. Inga underarter finns listade i Catalogue of Life.